# エイドリアン・ベルトレ
- エイドリアン・ベルトレイ

エイドリアン・ベルトレ・ペレス（Adrián Beltré Pérez, 1979年4月7日 - ）は、ドミニカ共和国サントドミンゴ出身の元プロ野球選手（三塁手）。右投右打。愛称はエル・コハ。ベースボール・ユナイテッドのカラチ・モナークスのゼネラルマネージャーを務める。
ドミニカ共和国人選手では史上2番目に安打が多く、2017年にドミニカ共和国出身の選手としては初の通算3000安打を達成した。

## 経歴

### プロ入りとドジャース時代
1994年にロサンゼルス・ドジャースと契約。
1996年に渡米すると、マイナーリーグで攻守にわたり活躍を見せた。
1998年にボビー・ボニーヤの故障によりAA級からメジャーへ昇格し、6月24日に19歳でメジャーデビューを果たす。トミー・ラソーダGM代行が無理に昇格させたため、まだ早過ぎるという声もあった。メジャー1年目の成績は77試合の出場で打率.215、7本塁打、22打点だった。
シーズン終了後にドミニカ共和国のウィンターリーグであるリーガ・デ・ベイスボル・プロフェシオナル・デ・ラ・レプブリカ・ドミニカーナに参加し、MVPになる活躍を見せ　た。
1999年はスプリング・トレーニングで打率.453（チーム1位）を記録。開幕からドジャースの三塁を定位置として確保することになる。152試合に出場し、打率.275、15本塁打、67打点に終わった。シーズン終了後には1978年生まれではなく、実際は1979年生まれのため契約解禁年齢の16歳を前に契約したことが発覚。
2000年は打率.290、20本塁打、85打点と昨年を上回る成績を残した。
2001年はケガに見舞われたこともあり、打率.265、13本塁打、60打点に終わる。
2002年は、打率.257、21本塁打、75打点の成績だった。
2003年は打率.240、23本塁打、80打点の成績を残した。
2004年4月6日のサンディエゴ・パドレス戦、アントニオ・オスーナから本塁打を放ち、史上36人目の25歳以下での100号本塁打を達成し、年間で7度の複数本塁打、3本の満塁本塁打（ドジャースの球団タイ記録）、インターリーグ1位タイの7本塁打、8月だけで13本塁打を打ち月間MVPに選出され、打率.334、48本塁打、121打点の活躍でドジャースの地区優勝に貢献した。ベルトレが記録した48本塁打は、三塁手としては1980年のマイク・シュミットに並ぶメジャータイ記録であった（2007年にアレックス・ロドリゲスによって更新された）。MVP投票ではバリー・ボンズに次ぐ2位であった。オフにFAとなった。

### マリナーズ時代

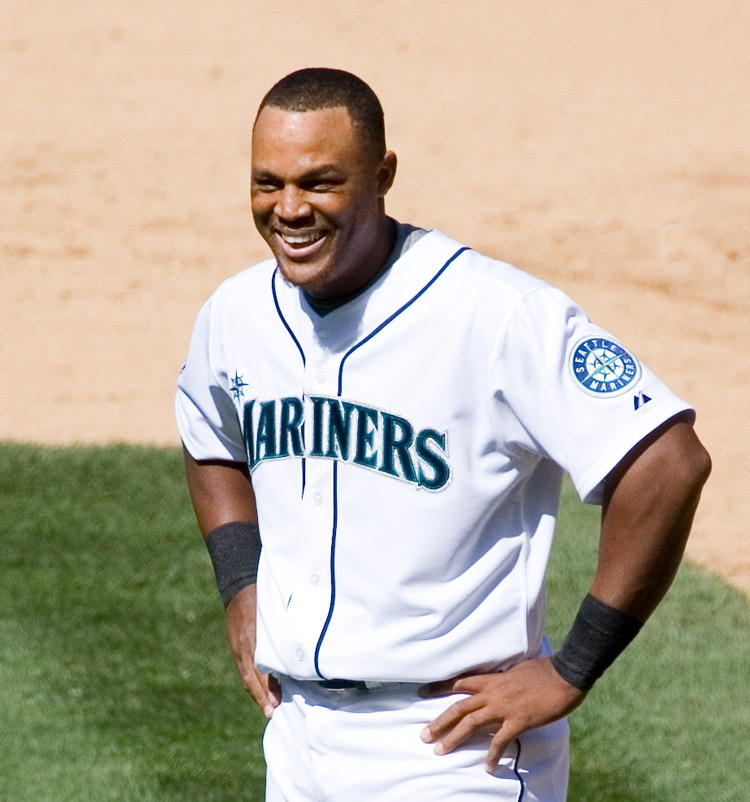
シアトル・マリナーズ時代
（2007年4月15日）

2004年12月17日に5年契約総額6400万ドルでシアトル・マリナーズへ移籍。デビュー以来、背番号はずっと「29」であったが、マリナーズ1年目だけはブレット・ブーンがその番号をつけていたため、この年だけ背番号「5」をつけた。
2005年は156試合で打率.255、19本塁打、87打点に留まり、チームも2年連続の最下位に終わった。
2006年はシーズン開幕前の3月に開催された第1回ワールド・ベースボール・クラシック（WBC）のドミニカ共和国代表に選出された。同大会では、三塁手のベストナインに選出された。シーズンでは開幕時点では5番であったが、開幕から15試合連続で打点が、24試合連続で本塁打を記録できずに打撃不振に陥る。同じくリッチー・セクソンも打撃不振に陥っていたため、3番・6番と渡り歩き、最終的に2番に落ち着いた。オールスター後の68試合で、18本塁打、54打点と完全復調。結局、シーズントータルでは、3年連続の156試合に出場し、打率.268、25本塁打、89打点と前年を上回る成績を記録。走塁面でもドジャース在籍時の 2001年以来、5年ぶりの2桁盗塁となる11盗塁を記録。この年、1試合（1イニング）だけ、メジャー昇格後初めて二塁手としてプレーしているが、打球処理はしていない。
2007年は5月に痛めた左手親指のじん帯が切れたまま出場を続けた。5月28日のロサンゼルス・エンゼルス戦、ヘクター・カラスコから通算200号本塁打を達成した。オフに初のゴールドグラブ賞を受賞。打撃面では自己最多の41二塁打を記録し、打率.276、26本塁打、99打点はマリナーズ移籍後最高となった。
2008年も痛みを抱えたまま出場を続け、9月1日にはサイクル安打を記録し、球団史上初めて1試合5安打、5得点を達成。9月14日の出場を最後にシーズンを終え、「痛みを抱えてキャンプを迎えるのはナンセンス」という声を聞き入れ、手術をすることになった。
2009年はメジャーデビューを果たした1998年以来11年ぶりに規定打席到達を逃すなど、レギュラー定着後では自己最低のシーズンとなった。120安打、50打点、20四球を超えなかったのは、いずれも1998年以来の事であり、本塁打も8本に留まった。オフに、FAとなった。

### レッドソックス時代

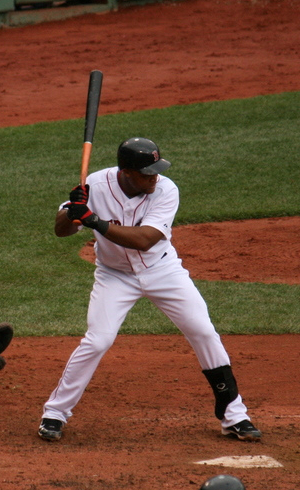
ボストン・レッドソックス時代
（2010年6月13日）

2009年オフにボストン・レッドソックスと900万ドルの1年契約を結んだ。契約が1年だったのは、代理人のスコット・ボラスが、マリナーズ最終年に残した成績が低レベルだったので、1年間どこかでプレーしてレベルの高い成績を残し、改めてFA市場で大型契約をゲットしようという目論見があったからである。
2010年は打率.321、28本塁打、102打点（いずれも自身の中で2番目に高い数字）というものだった。特に打率はリーグ4位の成績で、その他の部門でも二塁打49本（リーグ1位）、OPS.919（リーグ5位）と、多くの部門でリーグ上位に位置した。

### レンジャーズ時代
2011年1月5日にテキサス・レンジャーズと5年8000万ドル（6年目は1600万ドルの球団オプション）という大型契約を結ぶ事が出来た。シーズンでは開幕戦に「4番・三塁手」で先発出場。オールスターに選出され、「6番・三塁手」で先発出場した。9月11日のオークランド・アスレチックス戦、ジョシュ・アウトマンから通算300号本塁打を達成した。9月には月間MVPに選ばれた。オフに、3年振りとなるゴールドグラブ賞とこの年から創設されたプラチナ・ゴールド・グラブを受賞した。打撃面でも調子を維持し、7シーズンぶりとなる30本塁打以上（32本塁打）を放った。
2012年も引き続き三塁手のレギュラーとして出場。8月22日、1試合3本塁打を打ち、史上5人目となる、レギュラーシーズン・ポストシーズンの両方での1試合3本塁打を達成した。24日には、2回目のサイクル安打を記録。2008年に達成したサイクル安打と同じ球場（レンジャーズ・ボールパーク・イン・アーリントン）で、前回はビジター（マリナーズ）、今回はホーム（レンジャーズ）の選手として達成した。同一球場においてホーム及びビジターの選手としてそれぞれサイクル安打を記録したのは、今回のベルトレがMLB史上初であった。この2試合を含んだ8月20日から26日にかけて、7試合で30打数13安打（打率.433）、4本塁打、9打点などの活躍によりプレイヤー・オブ・ザ・ウィークを受賞した。オフに、2年連続となるゴールドグラブ賞とプラチナ・ゴールド・グラブを受賞した。バッティング面では、打率.321を記録し、本塁打と打点はそれぞれ2年連続で30本塁打・100打点のラインをクリアして、大砲としてチームを牽引した。MVP投票ではミゲル・カブレラ、マイク・トラウトに次ぐ3位であった。
2013年、戦線離脱することなく自己ベストの161試合に出場し、打率.315、30本塁打、92打点という好成績を記録。打率は2年連続3割以上、本塁打は3年連続30本以上、打点は4年連続90打点以上となった。199安打は、ア・リーグ1位だった。
2014年5月7日、レンジャーズ移籍後100号本塁打を放ち、史上5人目となる3球団それぞれでの100本塁打を達成した。9月18日、通算2591本目の安打を打ち、ブラディミール・ゲレーロを抜いて、ドミニカ共和国出身の選手としての通算最多安打記録を更新した。この年は148試合に出場し、打率.324（リーグ4位）を記録したが、19本塁打、77打点に終わった。
2015年は開幕直後から不振で、4月末まで打率1割台だった。5月15日の対クリーブランド・インディアンス戦では、ブルース・チェンから通算400号本塁打を達成したが、5月31日の試合で走塁の際に左手親指を負傷し、裂傷と捻挫と診断され故障者リストに入った。その後は復調し、8月3日に史上4人目となる3度目のサイクル安打を達成し、9月以降は32試合で打率.344、5本塁打、38打点とチームを牽引し、特に最終週については打率.448、2本塁打、13打点でプレイヤー・オブ・ザ・ウィークを受賞し、チームの地区優勝に貢献した。最終的には143試合に出場して規定打席に達した。打率.287、18本塁打、83打点という成績を記録した。トロント・ブルージェイズとのディビジョンシリーズでは怪我を抱えながらも3試合に出場して打率.444と奮闘したがチームは敗退した。シーズンオフ、MVP投票では7位にランクインした。
2016年4月15日に2年3600万ドルで契約を延長した。シーズンではここ数年下降気味だった長打力が蘇り、自身3度目の「3割・30本塁打・100打点」をクリア。この年は通算1500打点を達成した。
2017年はシーズン開幕前の2月8日に第4回WBCのドミニカ共和国代表に選出され、3大会ぶり2度目の選出を果たした。シーズンは怪我の影響で開幕を故障者リストで迎えた。5月29日にシーズン初出場。7月7日のエンゼルス戦でリッキー・ノラスコから通算5000塁打を達成した。7月30日のオリオールズ戦でウェイド・マイリーから左翼への二塁打を記録し、史上31人目の通算3000安打を達成した。11月17日にパソナリティー・オブ・ザ・イヤーを受賞した。その後通算安打を3166本まで伸ばし、2018年シーズン終了後の11月20日、現役引退を表明した。

### 引退後

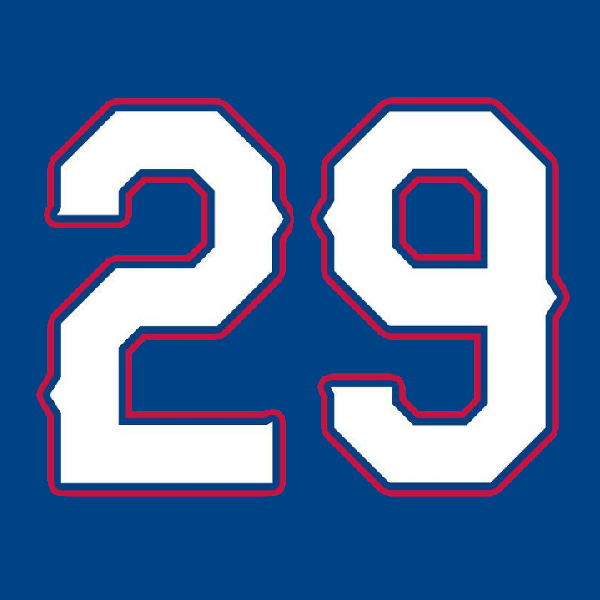
ベルトレのレンジャーズ在籍時の背番号「29」。
テキサス・レンジャーズの永久欠番に2019年指定。

2019年1月26日、最後に所属したレンジャーズはベルトレの在籍時の背番号『29』を球団史上5人目となる永久欠番に指定することを発表。同年6月8日に欠番表彰式が行われた。
2023年2月13日にベースボール・ユナイテッドの共同オーナーとして参入した。6月5日にカラチ・モナークスのゼネラルマネージャーに就任したことが発表された。
2024年1月24日、得票率95.1%で資格取得1年目にしてアメリカ野球殿堂入りを果たした。2月2日に殿堂はレリーフにレンジャーズのロゴを入れることが発表された。

## 選手としての特徴

### 打撃
2004年だけ成績が伸びた事についてステロイド剤（ドーピング）の助けを借りたものではないかという疑惑も浮上した。ベルトレ本人は「同年には既に薬物使用を取り締まる動きが加速していた」と主張し、当時のマリナーズの監督であるマイク・ハーグローヴも、ベルトレの薬物使用疑惑は否定した。
打席でハーフスイングをしたとき、ストライクになるかどうかを自ら一塁線審を指差しして確認を求める風変わりなクセを持つ。敵チームの捕手や球審よりも早く線審を指差すことも珍しくない。このクセについて、本人は「相手捕手への先制パンチなのさ。（捕手よりも早く）自分から積極的にチェックを求めれば、審判がつられて有利な判定をしてくれるはずなんだ」と語っている。

### 守備
ポジションは主に三塁手だが、7試合だけ遊撃手としての出場経験があるほか、マイナーリーグでは二塁手、外野手としても出場した。かつては三塁手としての評価は低かったが、経験を積むにつれ守備が上達した。2007年、2008年と2年連続でゴールドグラブ賞を獲得。2007年の「ベースボールアメリカ」誌によるアリーグ選手部門別ランキングでは「守備の上手い三塁手」で2位、「肩の強い内野手」では1位の評価を受けた。

## 人物
一見すると強面だが、気さくで面倒見がいい性格なので人望がある。
チームメートのエルビス・アンドラスと見せる「怒り」のパフォーマンスが人気。もちろん、本気で怒っているのではなく、ファンに見せるエンターテインメントである。ベルトレは頭を触られることを嫌う為、それを逆手に取ったアンドラスがベルトレの頭を触り、ベルトレが怒るようにしてアンドラスを追跡する、というのが恒例である。

## 詳細情報

### 年度別打撃成績
| 年 度     | 球 団     | 試 合 | 打 席 | 打 数 | 得 点 | 安 打 | 二 塁 打 | 三 塁 打 | 本 塁 打 | 塁 打 | 打 点 | 盗 塁 | 盗 塁 死 | 犠 打 | 犠 飛 | 四 球 | 敬 遠 | 死 球 | 三 振 | 併 殺 打 | 打 率 | 出 塁 率 | 長 打 率 | O P S |
| --------- | --------- | ----- | ----- | ----- | ----- | ----- | -------- | -------- | -------- | ----- | ----- | ----- | -------- | ----- | ----- | ----- | ----- | ----- | ----- | -------- | ----- | -------- | -------- | ----- |
| 1998      | LAD       | 77    | 214   | 195   | 18    | 42    | 9        | 0        | 7        | 72    | 22    | 3     | 1        | 2     | 0     | 14    | 0     | 3     | 37    | 4        | .215  | .278     | .369     | .648  |
| 1999      | LAD       | 152   | 614   | 538   | 84    | 148   | 27       | 5        | 15       | 230   | 67    | 18    | 7        | 4     | 5     | 61    | 12    | 6     | 105   | 4        | .275  | .352     | .428     | .780  |
| 2000      | LAD       | 138   | 575   | 510   | 71    | 148   | 30       | 2        | 20       | 242   | 85    | 12    | 5        | 3     | 4     | 56    | 2     | 2     | 80    | 13       | .290  | .360     | .475     | .835  |
| 2001      | LAD       | 126   | 515   | 475   | 59    | 126   | 22       | 4        | 13       | 195   | 60    | 13    | 4        | 2     | 5     | 28    | 1     | 5     | 82    | 9        | .265  | .310     | .411     | .720  |
| 2002      | LAD       | 159   | 635   | 587   | 70    | 151   | 26       | 5        | 21       | 250   | 75    | 7     | 5        | 1     | 6     | 37    | 4     | 4     | 96    | 17       | .257  | .303     | .426     | .729  |
| 2003      | LAD       | 158   | 608   | 559   | 50    | 134   | 30       | 2        | 23       | 237   | 80    | 2     | 2        | 1     | 6     | 37    | 4     | 5     | 103   | 13       | .240  | .290     | .424     | .714  |
| 2004      | LAD       | 156   | 657   | 598   | 104   | 200   | 32       | 0        | 48       | 376   | 121   | 7     | 2        | 0     | 4     | 53    | 9     | 2     | 87    | 15       | .334  | .388     | .629     | 1.017 |
| 2005      | SEA       | 156   | 650   | 603   | 69    | 154   | 36       | 1        | 19       | 249   | 87    | 3     | 1        | 0     | 4     | 38    | 6     | 5     | 108   | 15       | .255  | .303     | .413     | .716  |
| 2006      | SEA       | 156   | 681   | 620   | 88    | 166   | 39       | 4        | 25       | 288   | 89    | 11    | 5        | 1     | 3     | 47    | 4     | 10    | 118   | 15       | .268  | .328     | .465     | .792  |
| 2007      | SEA       | 149   | 639   | 595   | 87    | 164   | 41       | 2        | 26       | 287   | 99    | 14    | 2        | 0     | 4     | 38    | 2     | 2     | 104   | 18       | .276  | .319     | .482     | .802  |
| 2008      | SEA       | 143   | 612   | 556   | 74    | 148   | 29       | 1        | 25       | 254   | 77    | 8     | 2        | 0     | 4     | 50    | 10    | 2     | 90    | 11       | .266  | .327     | .457     | .784  |
| 2009      | SEA       | 111   | 477   | 449   | 54    | 119   | 27       | 0        | 8        | 170   | 44    | 13    | 2        | 0     | 2     | 19    | 1     | 7     | 74    | 19       | .265  | .304     | .379     | .683  |
| 2010      | BOS       | 154   | 641   | 589   | 84    | 189   | 49       | 2        | 28       | 326   | 102   | 2     | 1        | 0     | 7     | 40    | 10    | 5     | 82    | 25       | .321  | .365     | .553     | .919  |
| 2011      | TEX       | 124   | 525   | 487   | 82    | 144   | 33       | 0        | 32       | 273   | 105   | 1     | 1        | 0     | 8     | 25    | 0     | 5     | 53    | 13       | .296  | .331     | .561     | .892  |
| 2012      | TEX       | 156   | 654   | 604   | 95    | 194   | 33       | 2        | 36       | 339   | 102   | 1     | 0        | 0     | 9     | 36    | 8     | 5     | 82    | 8        | .321  | .359     | .561     | .921  |
| 2013      | TEX       | 161   | 690   | 631   | 88    | 199   | 32       | 0        | 30       | 321   | 92    | 1     | 0        | 0     | 2     | 50    | 12    | 7     | 78    | 17       | .315  | .371     | .509     | .880  |
| 2014      | TEX       | 148   | 614   | 549   | 79    | 178   | 33       | 1        | 19       | 270   | 77    | 1     | 1        | 0     | 5     | 57    | 13    | 3     | 74    | 15       | .324  | .388     | .492     | .879  |
| 2015      | TEX       | 143   | 619   | 567   | 83    | 163   | 32       | 4        | 18       | 257   | 83    | 1     | 0        | 0     | 8     | 41    | 4     | 3     | 65    | 18       | .287  | .334     | .453     | .788  |
| 2016      | TEX       | 153   | 640   | 583   | 89    | 175   | 31       | 1        | 32       | 304   | 104   | 1     | 1        | 0     | 3     | 48    | 6     | 6     | 66    | 10       | .300  | .358     | .521     | .879  |
| 2017      | TEX       | 94    | 389   | 340   | 47    | 106   | 22       | 1        | 17       | 181   | 71    | 1     | 0        | 0     | 6     | 39    | 2     | 4     | 52    | 7        | .312  | .383     | .532     | .915  |
| 2018      | TEX       | 119   | 481   | 433   | 49    | 118   | 23       | 1        | 15       | 188   | 65    | 1     | 0        | 0     | 8     | 34    | 2     | 6     | 96    | 13       | .273  | .328     | .434     | .763  |
| MLB：21年 | MLB：21年 | 2933  | 12130 | 11068 | 1524  | 3166  | 636      | 38       | 477      | 5309  | 1707  | 121   | 42       | 14    | 103   | 848   | 112   | 97    | 1732  | 279      | .286  | .339     | .480     | .819  |

- 各年度の太字はリーグ最高

### WBCでの打撃成績
| 年 度 | 代 表          | 試 合 | 打 席 | 打 数 | 得 点 | 安 打 | 二 塁 打 | 三 塁 打 | 本 塁 打 | 塁 打 | 打 点 | 盗 塁 | 盗 塁 死 | 犠 飛 | 四 球 | 敬 遠 | 死 球 | 三 振 | 併 殺 打 | 打 率 | 出 塁 率 | 長 打 率 |
| ----- | -------------- | ----- | ----- | ----- | ----- | ----- | -------- | -------- | -------- | ----- | ----- | ----- | -------- | ----- | ----- | ----- | ----- | ----- | -------- | ----- | -------- | -------- |
| 2006  | ドミニカ共和国 | 6     | 23    | 20    | 4     | 6     | 0        | 0        | 4        | 18    | 9     | 1     | 0        | 0     | 1     | 0     | 2     | 3     | 0        | .300  | .391     | .900     |
| 2017  | ドミニカ共和国 | 4     | 16    | 15    | 1     | 1     | 0        | 0        | 1        | 0     | 1     | 0     | 0        | 0     | 1     | 0     | 0     | 4     | 0        | .067  | .125     | .067     |

### 年度別守備成績
| 年 度 | 球 団 | 三塁（3B） | 三塁（3B） | 三塁（3B） | 三塁（3B） | 三塁（3B） | 三塁（3B） | 遊撃（SS） | 遊撃（SS） | 遊撃（SS） | 遊撃（SS） | 遊撃（SS） | 遊撃（SS） | 二塁（2B） | 二塁（2B） | 二塁（2B） | 二塁（2B） | 二塁（2B） | 二塁（2B） |
| 年 度 | 球 団 | 試 合      | 刺 殺      | 補 殺      | 失 策      | 併 殺      | 守 備 率   | 試 合      | 刺 殺      | 補 殺      | 失 策      | 併 殺      | 守 備 率   | 試 合      | 刺 殺      | 補 殺      | 失 策      | 併 殺      | 守 備 率   |
| ----- | ----- | ---------- | ---------- | ---------- | ---------- | ---------- | ---------- | ---------- | ---------- | ---------- | ---------- | ---------- | ---------- | ---------- | ---------- | ---------- | ---------- | ---------- | ---------- |
| 1998  | LAD   | 74         | 31         | 130        | 13         | 13         | .925       | 2          | 1          | 1          | 0          | 1          | 1.000      | -          | -          | -          | -          | -          | -          |
| 1999  | LAD   | 152        | 121        | 274        | 29         | 24         | .932       | -          | -          | -          | -          | -          | -          | -          | -          | -          | -          | -          | -          |
| 2000  | LAD   | 138        | 116        | 273        | 23         | 30         | .944       | 1          | 1          | 0          | 0          | 0          | 1.000      | -          | -          | -          | -          | -          | -          |
| 2001  | LAD   | 124        | 99         | 215        | 16         | 18         | .952       | 2          | 4          | 3          | 0          | 0          | 1.000      | -          | -          | -          | -          | -          | -          |
| 2002  | LAD   | 157        | 120        | 294        | 20         | 18         | .954       | -          | -          | -          | -          | -          | -          | -          | -          | -          | -          | -          | -          |
| 2003  | LAD   | 157        | 112        | 309        | 19         | 33         | .957       | 1          | 0          | 0          | 0          | 0          | ----       | -          | -          | -          | -          | -          | -          |
| 2004  | LAD   | 155        | 120        | 322        | 10         | 32         | .978       | 1          | 0          | 1          | 0          | 0          | 1.000      | -          | -          | -          | -          | -          | -          |
| 2005  | SEA   | 155        | 140        | 271        | 14         | 27         | .967       | -          | -          | -          | -          | -          | -          | -          | -          | -          | -          | -          | -          |
| 2006  | SEA   | 155        | 136        | 323        | 15         | 32         | .968       | -          | -          | -          | -          | -          | -          | 1          | 0          | 0          | 0          | 0          | ----       |
| 2007  | SEA   | 147        | 121        | 287        | 18         | 24         | .958       | -          | -          | -          | -          | -          | -          | -          | -          | -          | -          | -          | -          |
| 2008  | SEA   | 139        | 100        | 272        | 14         | 27         | .964       | -          | -          | -          | -          | -          | -          | -          | -          | -          | -          | -          | -          |
| 2009  | SEA   | 111        | 103        | 224        | 14         | 19         | .959       | -          | -          | -          | -          | -          | -          | -          | -          | -          | -          | -          | -          |
| 2010  | BOS   | 154        | 138        | 285        | 19         | 31         | .957       | -          | -          | -          | -          | -          | -          | -          | -          | -          | -          | -          | -          |
| 2011  | TEX   | 112        | 93         | 208        | 11         | 24         | .965       | -          | -          | -          | -          | -          | -          | -          | -          | -          | -          | -          | -          |
| 2012  | TEX   | 129        | 95         | 209        | 8          | 23         | .974       | -          | -          | -          | -          | -          | -          | -          | -          | -          | -          | -          | -          |
| 2013  | TEX   | 146        | 93         | 232        | 14         | 25         | .959       | -          | -          | -          | -          | -          | -          | -          | -          | -          | -          | -          | -          |
| 2014  | TEX   | 136        | 144        | 206        | 12         | 25         | .967       | -          | -          | -          | -          | -          | -          | -          | -          | -          | -          | -          | -          |
| 2015  | TEX   | 142        | 105        | 267        | 17         | 28         | .956       | -          | -          | -          | -          | -          | -          | -          | -          | -          | -          | -          | -          |
| 2016  | TEX   | 141        | 104        | 301        | 10         | 43         | .976       | -          | -          | -          | -          | -          | -          | -          | -          | -          | -          | -          | -          |
| 2017  | TEX   | 65         | 50         | 135        | 5          | 13         | .974       | -          | -          | -          | -          | -          | -          | -          | -          | -          | -          | -          | -          |
| 2018  | TEX   | 70         | 53         | 145        | 10         | 14         | .952       | -          | -          | -          | -          | -          | -          | -          | -          | -          | -          | -          | -          |
| MLB   | MLB   | 2759       | 2194       | 5182       | 311        | 523        | .960       | 7          | 6          | 5          | 0          | 0          | 1.000      | 1          | 0          | 0          | 0          | 0          | ----       |

- 各年度の太字はリーグ最高
- 各年度の太字年はゴールドグラブ賞受賞

### タイトル
- 本塁打王：1回（2004年）

### 表彰
- シルバースラッガー賞（三塁手部門）：4回（2004年、2010年、2011年、2014年）
- ゴールドグラブ賞（三塁手部門）：5回（2007年、2008年、2011年、2012年、2016年）
- アメリカ野球殿堂 表彰：2024年（有資格1年目、得票率95.06%）
- プラチナ・ゴールド・グラブ賞：2回（2011年、2012年）
- フィールディング・バイブル・アワード（三塁手部門）：4回（2006年、2008年、2011年、2012年）
- プレイヤー・オブ・ザ・マンス：4回（2004年9月、2011年9月、2012年9月、2013年7月）
- プレイヤー・オブ・ザ・ウィーク：5回（2000年8月21日 - 27日、2004年6月21日 - 27日、2012年8月20日 - 26日、2013年7月1日 - 7日、2015年9月28日 - 10月4日）
- パソナリティー・オブ・ザ・イヤー：1回（2017年）

### 記録
- MLBオールスターゲーム選出：4回（2010年 - 2012年、2014年）
- サイクル安打：3回（2008年9月1日、2012年8月24日、2015年8月3日）※3回達成は史上4人目
- 異なる3球団でそれぞれ100本塁打：史上5人目
- ドミニカ共和国出身選手としての最多記録
  - 通算出場試合：2933（2019年度シーズン終了時）
  - 通算安打：3166（2019年度シーズン終了時）

### 背番号
- 29（1998 - 2004年、2006年 - 2018年）
- 5（2005年）

### 代表歴
- 2006 ワールド・ベースボール・クラシック・ドミニカ共和国代表
- 2017 ワールド・ベースボール・クラシック・ドミニカ共和国代表